# Oh No Ounou / Haru Urara
Oh No Ounou / Haru Urara (Oh No 懊悩／ハルウララ Oh No Agonia / Primavera Bella?) es el octavo sencillo de Kobushi Factory. Fue lanzado el 24 de abril de 2019 en 5 ediciones: 2 regulares, y 3 limitadas. La primera edición de las ediciones regulares incluyó una tarjeta coleccionable aleatoria de 6 tipos dependiendo de la versión (12 en total), la edición SP incluía una tarjeta con el número de serie de la lotería de eventos. "Nen ni wa Nen (A Cappella Ver.)" fue anteriormente actuado en OMAKE CHANNEL el 4 de diciembre de 2018. Debido a su popularidad en YouTube, se incluyó en el sencillo como una pista adicional. Fue anunciado el 11 de marzo en The Girls Live.

## Lista de Canciones

### CD
1. Oh No Ounou
2. Haru Urara
3. Nen ni wa Nen (A Cappella Ver.) (念には念 (アカペラ Ver.))
4. Oh No Ounou (Instrumental)
5. Haru Urara (Instrumental)

### Edición Limitada A DVD
1. Oh No Ounou (Music Video)

### Edición Limitada B DVD
1. Haru Urara (Music Video)

### Edición Limitada SP DVD
1. Oh No Ounou (Dance Shot Ver.)
2. Haru Urara (Dance Shot Ver.)

### Event V
1. Oh No Ounou (Close-up Ver.)
2. Haru Urara (Close-up Ver.)

#### Kobushi Factory "Ounou Aru Aru" Stories (こぶしファクトリー「懊悩あるある」ストーリーズ)
1. Hirose Ayaka Hen (広瀬彩海編; Hirose Ayaka Version)
2. Nomura Minami Hen (野村みな美編; Nomura Minami Version)
3. Hamaura Ayano Hen (浜浦彩乃編; Hamaura Ayano Version)
4. Wada Sakurako Hen (和田桜子編; Wada Sakurako Version)
5. Inoue Rei Hen (井上玲音編; Inoue Rei Version)
6. OMAKE no Omake Eizou (OMAKEのおまけ映像; OMAKE CHANNEL Bonus Video)

## Miembros presentes
- Ayaka Hirose
- Minami Nomura
- Ayano Hamaura
- Sakurako Wada
- Rei Inoue

## Clasificaciones de Oricon

#### Puesto diario y semanal
| Lun | Mar | Mie | Jue | Vie | Sab     | Dom     | Puesto semanal | Ventas |
| --- | --- | --- | --- | --- | ------- | ------- | -------------- | ------ |
| -   | 4   | 6   | 7   | 6   | 3 1,729 | 3 2,421 | 4              | 27,630 |
| -   | -   | -   | -   | -   | -       | -       | 62             | 567    |
| -   | -   | -   | -   | -   | -       | -       | 78             | 359    |
| -   | 16  | -   | -   | -   | -       | -       | 40             | 1,309  |
| -   | -   | -   | -   | -   | -       | -       | 81             | 535    |

#### Puesto mensual
| Año  | Mes   | Puesto mensual | Ventas |
| ---- | ----- | -------------- | ------ |
| 2019 | Abril | 13             | 28,197 |

#### Puesto anual
| Año  | Puesto anual | Ventas |
| ---- | ------------ | ------ |
| 2019 | 168          | 30,400 |

Total de ventas reportadas: 30,400